# Вожейко Галина Григорівна
Галина Григорівна Вожейко (нар. 1920, село Верхівка, тепер Барського району Вінницької області — ?) — українська радянська діячка, лікар-хірург Шаргородської районної лікарні Вінницької області. Депутат Верховної Ради УРСР 2-го скликання.

## Життєпис
Народилася у родині фельдшера. Закінчила середню школу.
У 1937 році поступила до Вінницького медичного інституту. Під час німецько-радянської війни була евакуйована до міста Уфи Башкирської АРСР, де у 1942 році закінчила медичний інститут.
У 1942—1946 роках — хірург-ординатор клінічної лікарні міста Орєхово-Зуєво Московської області, завідувач хірургічного кабінету єдиного диспансеру.
З 1946 року працювала лікарем-хірургом Шаргородської районної лікарні Вінницької області. Одночасно, у серпні 1946 року була обрана головою місцевкому профспілки працівників медико-санітарної праці.

## Нагороди
- медаль «За доблесну працю у Великій Вітчизняній війні 1941—1945 років»
- медалі